# José María López Mezquita
José María López Mezquita (Granada, 1883 – Madrid, 1954) è stato un pittore spagnolo.
Esordì nel 1901 con il dipinto Prigionieri legati. Dal 1927 al 1928 si occupò di ritratti commissionatigli dalla Hispanic Society di New York.